# دی‌متیل‌فسفیت
دی‌متیل‌فسفیت (انگلیسی: Dimethylphosphite) یک ترکیبات آلی فسفر با فرمول (CH3O)2P(O)H است که به‌عنوان دی‌متیل هیدروژن فسفیت (DMHP) نیز شناخته می‌شود. دی‌متیل‌فسفیت، یک توتومر فرعی از ترکیب فسفر(V) است. این ترکیب یک واکنش‌دهنده برای تولید سایر ترکیبات آلی فسفر است که از واکنش‌پذیری بالای پیوند P-H بهره می‌برد. مولکول دارای هندسه مولکولی چهاروجهی است و مایعی بی‌رنگ می‌باشد. این ترکیبات می‌توانند از طریق متانولیز فسفر تری‌کلرید یا با حرارت دادن دی‌اتیل‌فسفیت در متانول تهیه شوند.
اگرچه مطالعاتی برای این ترکیب گزارش نشده است، دی‌اتیل‌فسفیت که ارتباط نزدیکی با آن دارد، عمدتاً به‌صورت توتومر فسفر(V) وجود دارد.